# Jerlín toromiro
Jerlín toromiro (Sophora toromiro) je druh stromu z čeledi bobovité, který byl v minulosti běžně rozšířený na Velikonočním ostrově, avšak dnes je již v přírodě vyhynulý.

## Popis
Jerlín toromiro je keř nebo strom dosahující výšky až 5 m. Hlavní kmen má průměr 10–20 cm. Kůra je načervenale hnědá, podélně rozpraskaná. Listy jsou 4,2 až 7,4 cm dlouhé, lichozpeřené, řapík 0,5 až 0,9 cm dlouhý. Květy jsou 1,5 až 3 cm dlouhé, žluté barvy.

## Výskyt
Toromiro, který byl běžným stromem na Velikonočním ostrově, ale v důsledku odlesnění ostrova, které tam proběhlo do 18. století byl vykácen. Později ve volné přírodě zcela vyhynul. Dnes přežívá několik exemplářů pouze v botanických zahradách. Thor Heyerdahl v 60. letech 20. století sesbíral několik semen stromu, předtím, než byl údajný poslední exemplář na ostrově pokácen. Královské botanické zahrady v Kew spolu s Göteborskou botanickou zahradou zahájily společný vědecký projekt znovurozšíření tohoto druhu na Velikonočním ostrově.